# ジンギ
ジンギ（欧字名:Jingi、2016年2月16日 - ）は、日本の競走馬。主な勝ち鞍は2019年の園田ユースカップ、菊水賞、2020年の摂津盃、2020年・2021年の園田金盃、2021年・2022年の白鷺賞、兵庫大賞典、2021年の姫山菊花賞、2022年の六甲盃。
兵庫県競馬組合生え抜きのスターホースとして早くから台頭すると、2020年には年間全レースに連対する圧倒的な強さを誇示して年末の大一番・園田金盃を完勝。兵庫県競馬の2020年の年度代表馬に選出されると、翌2021年にも2年連続で年度代表馬に選出された。兵庫の絶対王者と呼ばれた。

## 戦績
本馬は中央競馬での競走馬デビューを目指していたが、前進気勢を欠くところがありデビュー前に兵庫に入厩した。

### 2歳（2018年）
2018年12月13日の園田競馬第2Rでデビュー（2番人気）。レースでは田中学騎手を背に2番手追走から直線で先頭をかわすと、そこから後続を突き放して6馬身差で勝利した。

### 3歳（2019年）
2019年2月21日、園田ユースカップ（重賞II）で重賞初出走。1番人気で出走すると、直線で逃げ馬を捕らえてクビ差の勝利。重賞初制覇を果たした。
続いて4月11日の兵庫3歳クラシック第1戦・菊水賞（重賞I）に出走。3コーナーで先頭に立つと5馬身差をつけて優勝。1番人気でのクラシック制覇となった。
クラシック第2戦の兵庫チャンピオンシップは回避し、6月6日にクラシック第3戦の兵庫ダービーに出走したが、プラス7kgの太め残りが響いたか、直線で伸びずに4着とデビュー以来初めて連対を外れる結果に終わった。
夏場を休養して園田オータムトロフィーから始動したが、前年の最優秀2歳馬テンマダイウェーヴの前に2戦連続の4着。古馬B1クラスに格付けされて迎えた平場戦も僅差の2着に敗れ、全国交流の楠賞では単勝元返しの人気に支持された道営三冠馬リンゾウチャネルに手綱を持ったまま躱される圧倒的な力量差の前に2着に終わった。12月に入りB1戦で鬱憤を晴らす快勝を収め、この年を終える。

### 4歳（2020年）
年明けから準オープンを連勝しA1クラスに昇級。兵庫大賞典で古馬重賞に初挑戦し、前年の年度代表馬タガノゴールドの2着に入る。

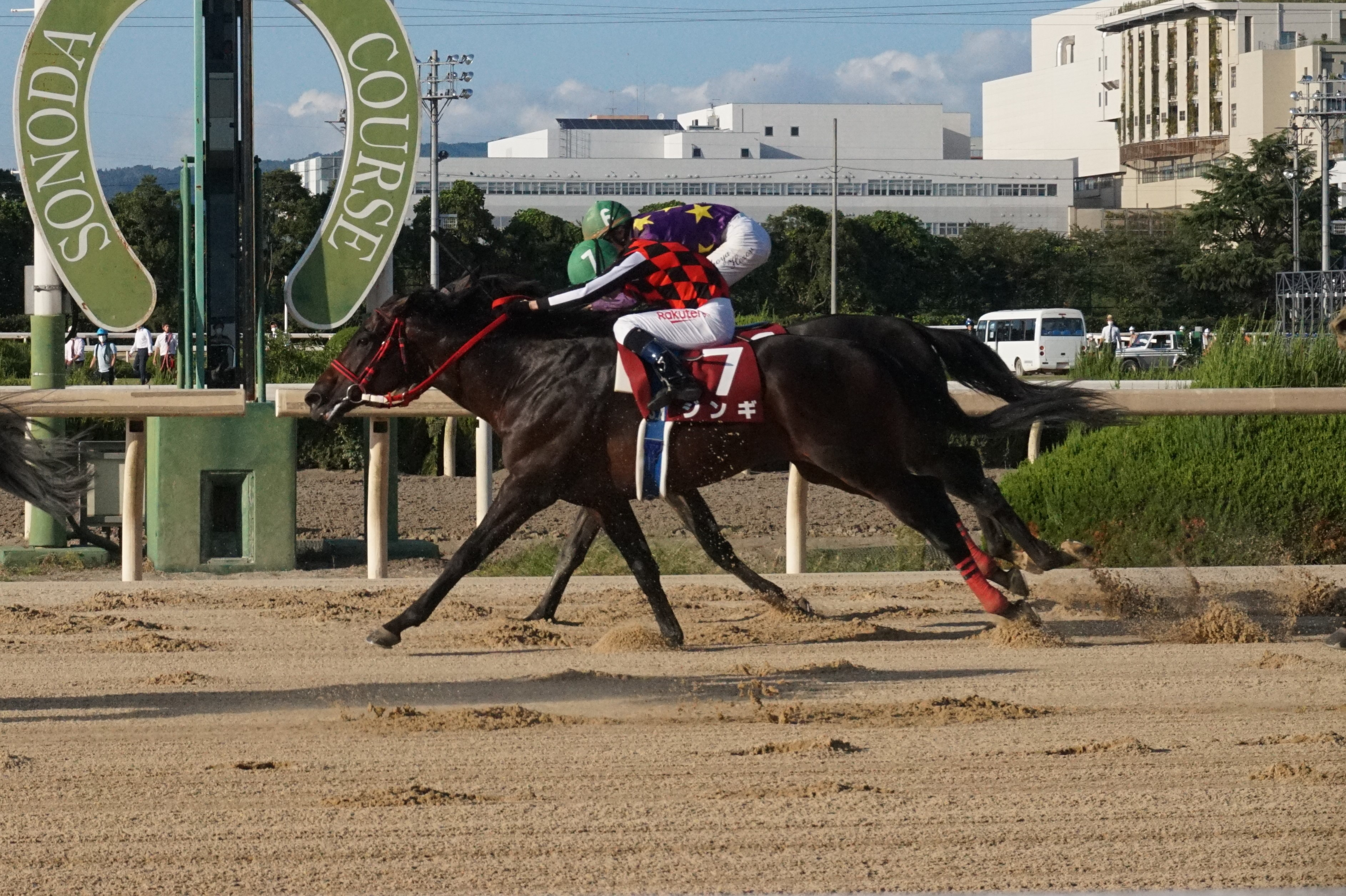
2020年姫山菊花賞、センチュリオン（奥）との2着争い

8月14日の摂津盃（重賞I）では1番人気で出走すると、3コーナーで先頭に立って徐々に差を広げ、最後は前年の覇者ヒダルマ以下に3馬身差をつけて完勝した。続く姫山菊花賞は田中の騎乗停止により赤岡修次との初コンビで挑んだが、同厩の古豪エイシンニシパに及ばずセンチュリオンとの2着争いをクビ差制するのがやっとであった。
12月9日、本年より優勝賞金が兵庫チャンピオンシップ（ダートグレード競走）と同額の3000万円まで増額された園田金盃（重賞I）にファン投票1位で選出され、1番人気で出走。レースでは最内枠から2番手の好位を確保して4コーナーで前を捉えると、直線では2着以下を完全に突き放して5馬身差の圧勝。重賞4勝目となった。
重賞2勝の実績から2020年兵庫県競馬の年度代表馬に選出された。

### 5歳（2021年）
1月28日の姫路・白鷺賞（重賞I）から始動。2周目向こう正面では高知からの遠征馬ショートストーリーがまくり気味に仕掛けてきたが、すぐに盛り返すと直線で後続を突き放し7馬身差の圧勝を見せた。
3月11日の名古屋大賞典（Jpn III）でダートグレード競走初挑戦。最内枠から好スタートを決めると道中は中団で待機。勝負所の2周目第3コーナーからインコース突破を狙うもののを前が開かず、第4コーナーで外に進路を取った。この時点で勝ち馬クリンチャーを含めたJRA勢上位3頭には離されていたものの、ゴール前でJRAのウインユニファイドをかわして4着となり、地方馬最先着を果たした。
5月5日の園田・兵庫大賞典（重賞I）ではもはや地元馬にライバルは居ないとばかりに単勝1.2倍と抜けた1番人気に推された。好スタートからハナを奪うと第3コーナーからスパート。最後は2着エイシンニシパに2馬身半の差をつけて勝利した。重賞6勝目となった。
続く6月3日の園田・六甲盃（重賞I）では初の2400m戦への出走となったが、ここも南関東からの遠征勢を退け単勝1.7倍の1番人気に支持された。道中は2番手に控えると最後の直線では早めに仕掛けたホーリーブレイズを捉えたものの、さらに後から追い込んできたトーセンブルにゴール寸前で差し切られて2着に終わった。
秋は前年取りこぼした姫山菊花賞から始動。逃げるスウィングビートをエイシンニシパが早めに捕まえに行く展開となり、直線は2頭の外を回らされたものの両馬をきっちり差し切り、重賞7勝目を手にした。
連覇を狙った園田金盃は2周目向こう正面で早々と先頭に立ってそのまま押し切り、エイシンニシパに1馬身3/4差をつけ連覇を達成、重賞8勝目を挙げた。
2年連続で兵庫県競馬の年度代表馬に選出された。

### 6歳（2022年）
2月2日、姫路・白鷺賞（重賞I）に単勝1.0倍の1番人気で出走し、7馬身差の勝利を挙げた。
続く名古屋大賞典では道中軽快に逃げたが後続馬に交わされて3着に敗れるも、5月5日の兵庫大賞典では逃げ切って連覇を達成した。6月2日の六甲盃では2番手追走から直線で逃げ粘るタイサイを3/4差交わして1着となり、前年2着の雪辱を果たした。秋に入り、9月の姫山菊花賞では3着ののち、12月の園田金盃では中団後方から懸命に追い上げるも2着に敗れてこの年を終えた。

### 7歳（2023年） - 8歳（2024年）
2023年は2月2日の白鷺賞から始動。道中好位でレースを進めたが早め先頭に立ったヒストリーメイカーを捕え切れず2着に敗れて連覇はならなかった。3月16日の名古屋大賞典では中団追走も直線で伸びを欠き6着に敗れ、長期の休養に入った。2024年4月30日のA1特別で復帰したが10着、続く6月6日の六甲盃では2番手追走も直線で失速して10着と惨敗し、レース翌日の6月7日に橋本調教師により現役を引退することが発表された。7月25日の全レース終了後に園田競馬場で引退式が行われ、8月7日付で競走馬登録を抹消された。引退後は乗馬になる予定である。

## 競走成績
以下の内容は、JBISサーチおよびnetkeiba.comに基づく。
| 競走日     | 競馬場 | 競走名                  | 格     | 距離（馬場）  | 頭数 | 枠番 | 馬番 | オッズ （人気） | 着順 | タイム（上り3F） | 着差 | 騎手      | 斤量 [kg] | 1着馬（2着馬）         | 馬体重 [kg] |
| ---------- | ------ | ----------------------- | ------ | ------------- | ---- | ---- | ---- | --------------- | ---- | ---------------- | ---- | --------- | --------- | ---------------------- | ----------- |
| 2018.12.13 | 園田   | 初出走                  | 新馬   | ダ1400m（稍） | 6    | 2    | 2    | 002.70（2人）   | 01着 | R1:31.7（39.4）  | -0.9 | 0田中学   | 55        | （グランジャーキット） | 463         |
| 2019.01.04 | 園田   | 3歳一組                 |        | ダ1400m（良） | 10   | 6    | 6    | 004.20（3人）   | 02着 | R1:31.6（38.9）  | -0.5 | 0田中学   | 55        | アイオブザタイガー     | 459         |
| 0000.01.18 | 園田   | 3歳                     | AB     | ダ1700m（良） | 9    | 7    | 7    | 002.80（2人）   | 01着 | R1:55.9（38.1）  | -0.0 | 0下原理   | 55        | （アイオブザタイガー） | 455         |
| 0000.02.21 | 園田   | 園田ユースC             | 重賞II | ダ1400m（稍） | 12   | 8    | 12   | 002.60（1人）   | 01着 | R1:29.5（38.7）  | -0.1 | 0田中学   | 55        | （ボルドープラージュ） | 450         |
| 0000.04.11 | 園田   | 菊水賞                  | 重賞I  | ダ1700m（重） | 11   | 6    | 7    | 001.70（1人）   | 01着 | R1:49.1（38.1）  | -0.8 | 0田中学   | 56        | （テンマダイウェーヴ） | 453         |
| 0000.06.06 | 園田   | 兵庫ダービー            | 重賞I  | ダ1870m（良） | 12   | 4    | 4    | 001.40（1人）   | 04着 | R2:01.3（39.9）  | -0.8 | 0田中学   | 56        | バンローズキングス     | 460         |
| 0000.09.05 | 園田   | 園田オータムT           | 重賞II | ダ1700m（重） | 10   | 8    | 10   | 001.60（1人）   | 04着 | R1:53.0（37.7）  | -0.5 | 0田中学   | 56        | テンマダイウェーヴ     | 455         |
| 0000.10.11 | 園田   | スポニチなにわ賞        | B1     | ダ1400m（良） | 9    | 5    | 5    | 001.30（1人）   | 02着 | R1:29.8（38.6）  | -0.0 | 0田中学   | 56        | デンコウアリオン       | 461         |
| 0000.11.14 | 園田   | 楠賞                    | 重賞I  | ダ1400m（良） | 12   | 6    | 8    | 011.40（2人）   | 02着 | R1:28.8（37.8）  | -0.2 | 0田中学   | 56        | リンゾウチャネル       | 450         |
| 0000.12.12 | 園田   | 兵庫オーナーズC         | B1     | ダ1400m（良） | 12   | 6    | 8    | 001.30（1人）   | 01着 | R1:29.6（39.1）  | -1.3 | 0田中学   | 56        | （ロジムーン）         | 449         |
| 2020.01.02 | 園田   | 2020初夢賞              | A2     | ダ1700m（重） | 12   | 7    | 9    | 002.00（2人）   | 01着 | R1:49.4（37.7）  | -0.6 | 0吉村智洋 | 55        | （プリンシパルスター） | 445         |
| 0000.01.29 | 姫路   | 武徳杯                  | A2     | ダ1800m（重） | 12   | 2    | 2    | 001.80（1人）   | 01着 | R1:58.4（37.4）  | -0.5 | 0田中学   | 57        | （エイシンレーザー）   | 446         |
| 0000.02.26 | 園田   | A1                      |        | ダ1870m（不） | 6    | 3    | 3    | 001.30（1人）   | 02着 | R1:58.0（36.6）  | -0.3 | 0田中学   | 56        | マイフォルテ           | 454         |
| 0000.04.09 | 園田   | 陽春特別                | A1     | ダ1870m（良） | 8    | 4    | 4    | 001.10（1人）   | 01着 | R2:02.7（38.5）  | -0.1 | 0田中学   | 56        | （コンドルダンス）     | 456         |
| 0000.05.05 | 園田   | 兵庫大賞典              | 重賞I  | ダ1870m（良） | 10   | 3    | 3    | 004.60（3人）   | 02着 | R2:03.1（38.4）  | -0.5 | 0田中学   | 56        | タガノゴールド         | 455         |
| 0000.07.03 | 園田   | OBCラジオ大阪賞         | A1A2   | ダ1700m（不） | 12   | 5    | 5    | 003.20（2人）   | 01着 | R1:48.2（37.6）  | -0.1 | 0田中学   | 56        | （ヒダルマ）           | 459         |
| 0000.08.14 | 園田   | 摂津盃                  | 重賞I  | ダ1700m（良） | 11   | 7    | 10   | 002.40（1人）   | 01着 | R1:51.8（38.9）  | -0.5 | 0田中学   | 57        | （ヒダルマ）           | 453         |
| 0000.10.01 | 園田   | 姫山菊花賞              | 重賞I  | ダ1700m（良） | 11   | 6    | 7    | 001.80（1人）   | 02着 | R1:51.1（39.6）  | -0.4 | 0赤岡修次 | 56        | エイシンニシパ         | 455         |
| 0000.11.11 | 園田   | A1                      |        | ダ1870m（良） | 6    | 2    | 2    | 001.50（1人）   | 01着 | R2:04.5（39.3）  | -1.3 | 0田中学   | 58        | （コスモバレット）     | 452         |
| 0000.12.09 | 園田   | 園田金盃                | 重賞I  | ダ1870m（良） | 12   | 1    | 1    | 001.80（1人）   | 01着 | R2:02.9（39.5）  | -0.8 | 0田中学   | 56        | （エイシンニシパ）     | 451         |
| 2021.01.28 | 姫路   | 白鷺賞                  | 重賞I  | ダ2000m（稍） | 12   | 5    | 5    | 001.40（1人）   | 01着 | R2:11.9（37.4）  | -1.2 | 0田中学   | 56        | （ナムラヘラクレス）   | 454         |
| 0000.03.11 | 名古屋 | 名古屋大賞典            | JpnIII | ダ1900m（良） | 12   | 1    | 1    | 024.30（5人）   | 04着 | R2:01.5（39.2）  | -1.5 | 0田中学   | 54        | クリンチャー           | 452         |
| 0000.05.05 | 園田   | 兵庫大賞典              | 重賞I  | ダ1870m（不） | 10   | 7    | 7    | 001.20（1人）   | 01着 | R2:03.3（37.3）  | -1.8 | 0田中学   | 56        | （エイシンニシパ）     | 450         |
| 0000.06.03 | 園田   | 六甲盃                  | 重賞I  | ダ2400m（良） | 12   | 5    | 6    | 001.70（1人）   | 02着 | R2:40.7（38.7）  | -0.1 | 0田中学   | 56        | トーセンブル           | 450         |
| 0000.09.30 | 園田   | 姫山菊花賞              | 重賞I  | ダ1700m（良） | 10   | 7    | 8    | 001.40（1人）   | 01着 | R1:50.5（38.0）  | -0.3 | 0田中学   | 56        | （エイシンニシパ）     | 452         |
| 0000.12.02 | 園田   | 園田金盃                | 重賞I  | ダ1870m（稍） | 12   | 3    | 3    | 001.40（1人）   | 01着 | R2:03.7（40.1）  | -0.3 | 0田中学   | 56        | （エイシンニシパ）     | 451         |
| 2022.02.02 | 姫路   | 白鷺賞                  | 重賞I  | ダ2000m（良） | 10   | 5    | 5    | 001.00（1人）   | 01着 | R2:14.8（37.5）  | -1.1 | 0田中学   | 56        | （アワジノサクラ）     | 456         |
| 0000.03.10 | 名古屋 | 名古屋大賞典            | JpnIII | ダ1900m（良） | 12   | 4    | 4    | 033.50（5人）   | 03着 | R2:04.2（40.0）  | -0.8 | 0田中学   | 54        | クリンチャー           | 456         |
| 0000.05.05 | 園田   | 兵庫大賞典              | 重賞I  | ダ1870m（良） | 12   | 6    | 8    | 001.50（1人）   | 01着 | R2:01.8（37.2）  | -0.1 | 0田中学   | 56        | （シェダル）           | 458         |
| 0000.06.02 | 園田   | 六甲盃                  | 重賞I  | ダ2400m（良） | 11   | 6    | 6    | 001.70（1人）   | 01着 | R2:39.7（40.3）  | -0.2 | 0田中学   | 56        | （タイサイ）           | 494         |
| 0000.09.29 | 園田   | 姫山菊花賞              | 重賞I  | ダ1700m（稍） | 9    | 8    | 9    | 001.80（1人）   | 03着 | R1:49.4（37.5）  | -0.2 | 0田中学   | 56        | ラッキードリーム       | 453         |
| 0000.12.01 | 園田   | 園田金盃                | 重賞I  | ダ1870m（稍） | 11   | 7    | 8    | 002.00（2人）   | 02着 | R2:03.2（39.2）  | -1.0 | 0田中学   | 56        | ラッキードリーム       | 450         |
| 2023.02.02 | 姫路   | 白鷺賞                  | 重賞I  | ダ2000m（良） | 12   | 7    | 9    | 001.90（2人）   | 02着 | R2:12.5（38.7）  | -0.0 | 0田中学   | 56        | ヒストリーメイカー     | 457         |
| 0000.03.16 | 名古屋 | 名古屋大賞典            | JpnIII | ダ2000m（良） | 12   | 7    | 9    | 062.80（6人）   | 06着 | R2:09.7（37.5）  | -1.5 | 0田中学   | 54        | ハギノアレグリアス     | 454         |
| 2024.04.30 | 園田   | 楽天競馬×楽天モバイル賞 | A1     | ダ1870m（稍） | 12   | 5    | 5    | 015.30（5人）   | 10着 | R2:07.0（40.9）  | -2.3 | 0鴨宮祥行 | 57        | メイショウハクサン     | 463         |
| 0000.06.06 | 園田   | 六甲盃                  | 重賞I  | ダ1870m（良） | 12   | 7    | 10   | 094.8（11人）   | 10着 | R2:04.7（39.6）  | -1.6 | 0鴨宮祥行 | 56        | ラッキードリーム       | 457         |

## 血統表
| ジンギの血統                      | ジンギの血統                        | ジンギの血統          | （血統表の出典）  | （血統表の出典）  |
| 父系                              | キングマンボ系                      | キングマンボ系        | キングマンボ系    | [ § 2 ]           |
| 父 ロードカナロア 2008 鹿毛       | 父の父キングカメハメハ 2001 鹿毛    | Kingmambo             | Mr. Prospector    | Mr. Prospector    |
| 父 ロードカナロア 2008 鹿毛       | 父の父キングカメハメハ 2001 鹿毛    | Kingmambo             | Miesque           |                   |
| 父 ロードカナロア 2008 鹿毛       | 父の父キングカメハメハ 2001 鹿毛    | *マンファス           | *ラストタイクーン | *ラストタイクーン |
| 父 ロードカナロア 2008 鹿毛       | 父の父キングカメハメハ 2001 鹿毛    | *マンファス           | Pilot Bird        |                   |
| 父 ロードカナロア 2008 鹿毛       | 父の母レディブラッサム 1996 鹿毛    | Storm Cat             | Storm Bird        | Storm Bird        |
| 父 ロードカナロア 2008 鹿毛       | 父の母レディブラッサム 1996 鹿毛    | Storm Cat             | Terlingua         |                   |
| 父 ロードカナロア 2008 鹿毛       | 父の母レディブラッサム 1996 鹿毛    | *サラトガデュー       | Cormorant         | Cormorant         |
| 父 ロードカナロア 2008 鹿毛       | 父の母レディブラッサム 1996 鹿毛    | *サラトガデュー       | Super Luna        |                   |
| 母 ロイヤルインパクト 2008 黒鹿毛 | 母の父ディープインパクト 2002 鹿毛  | *サンデーサイレンス   | Halo              | Halo              |
| 母 ロイヤルインパクト 2008 黒鹿毛 | 母の父ディープインパクト 2002 鹿毛  | *サンデーサイレンス   | Wishing Well      |                   |
| 母 ロイヤルインパクト 2008 黒鹿毛 | 母の父ディープインパクト 2002 鹿毛  | *ウインドインハーヘア | Alzao             | Alzao             |
| 母 ロイヤルインパクト 2008 黒鹿毛 | 母の父ディープインパクト 2002 鹿毛  | *ウインドインハーヘア | Burghclere        |                   |
| 母 ロイヤルインパクト 2008 黒鹿毛 | 母の母*シーキングロイヤル 1993 栗毛 | Seeking the Gold      | Mr. Prospector    | Mr. Prospector    |
| 母 ロイヤルインパクト 2008 黒鹿毛 | 母の母*シーキングロイヤル 1993 栗毛 | Seeking the Gold      | Con Game          |                   |
| 母 ロイヤルインパクト 2008 黒鹿毛 | 母の母*シーキングロイヤル 1993 栗毛 | Canoodling            | Cyane             | Cyane             |
| 母 ロイヤルインパクト 2008 黒鹿毛 | 母の母*シーキングロイヤル 1993 栗毛 | Canoodling            | Instant Sin       |                   |
| 母系(F-No.)                       | (FN:4-r)                            | (FN:4-r)              | (FN:4-r)          | [ § 3 ]           |
| 5代内の近親交配                   | Mr.prospector 4×4                   | Mr.prospector 4×4     | Mr.prospector 4×4 | [ § 4 ]           |
| 出典                              | 1. 2. 3. 4.                         | 1. 2. 3. 4.           | 1. 2. 3. 4.       | 1. 2. 3. 4.       |

- 祖母シーキングロイヤルの半弟に2000年のNHKマイルカップ2着のトーヨーデヘア（父デヒア）がいる。